# منطقه حفاظت‌شده کوه باز
منطقهٔ حفاظت‌شدهٔ کوه باز یک منطقهٔ حفاظت‌شده با مساحت ۳۳۳۸۵ هکتار است که در استان هرمزگان در ایران قرار دارد. این منطقهٔ حفاظت‌شده طبق مصوبهٔ شمارهٔ ۷۹۰ در تاریخ ۹۹/۱۱/۰۶ در فهرست مناطق تحت حفاظت سازمان محیط زیست ایران قرار گرفت.